# 지리 마크업 언어
지리 마크업 언어(Geography Markup Language, GML, 지엠엘), 지리 정보 마크업 언어, 지리 생성 언어은 지리적 특징을 표현하기 위해 개방형 공간 정보 컨소시엄(OGC, Open Geospatial Consortium)에서 정의한 XML 문법이다. GML은 지리적 시스템을 위한 모델링 언어이자 인터넷상의 지리적 거래를 위한 개방형 교환 형식의 역할을 한다. GML 유틸리티의 핵심은 기존의 "벡터"(vector) 또는 개별 객체뿐만 아니라 적용 범위(GMLJP2 문서 참고) 및 센서 데이터를 포함하여 모든 형태의 지리 정보를 통합하는 능력이다.

## 표준
개방형 공간 정보 컨소시엄(OGC)은 회원들이 지리 마크업 언어 표준을 유지 관리하는 국제 자발적 합의 표준 조직이다. OGC는 ISO TC 211 표준 조직과 협력하여 OGC와 ISO 표준 작업 간의 일관성을 유지한다. GML은 2007년에 국제 표준(ISO 19136:2007)으로 채택되었다.
GML은 미국 NIEM(National Information Exchange Model) 버전 2.1에도 포함될 수 있다.

### ISO 19136
ISO 19136 지리 정보 – 지리 마크업 언어(Geography Markup Language)는 지리 정보 표준(ISO 191xx)인 ISO 제품군의 표준이다. 이는 OGC 정의와 GML을 ISO-191xx 표준으로 통합한 결과물이다.
이전 버전의 GML은 GML 버전 3.1.1에서 ISO 규격(GML 1, GML 2)이 아니었다. ISO 적합성은 특히 GML이 이제 ISO 19107의 구현이기도 함을 의미한다.
GML은 ISO 19100 시리즈에서 사용되는 개념적 모델링 프레임워크에 따라 모델링되고 지리적 특징의 공간적 및 비공간적 속성을 모두 포함하는 지리 정보의 전송 및 저장을 위해 ISO 19118을 준수하는 XML 인코딩이다. 이 사양은 다음과 같은 XML 스키마 구문, 메커니즘 및 규칙을 정의한다.
- 지리공간 애플리케이션 스키마 및 개체 정의를 위한 개방형, 공급업체 중립적 프레임워크를 제공한다.
- GML 프레임워크 설명 기능의 적절한 하위 집합을 지원하는 프로필을 허용한다.
- 전문 도메인 및 정보 커뮤니티에 대한 지리공간 응용 스키마 설명을 지원한다.
- 연결된 지리적 응용 스키마 및 데이터 세트의 생성 및 유지 관리를 활성화한다.
- 애플리케이션 스키마 및 데이터 세트의 저장 및 전송을 지원한다.
- 지리학적 응용 스키마와 이것들이 설명하는 정보를 공유하는 조직의 능력을 향상시킨다.

## 같이 보기
- GeoJSON